# مانو تورس
مانو تورس (انگلیسی: Manu Torres؛ زادهٔ ۱۴ اوت ۱۹۸۹) بازیکن فوتبال اهل اسپانیا است.
از باشگاه‌هایی که در آن بازی کرده‌است می‌توان به باشگاه فوتبال مالاگا اشاره کرد.